# 48e législature de la Chambre des représentants de Belgique
La 48e législature de la Chambre des représentants de Belgique a commencé le 16 décembre 1991, et s'est achevée le 12 avril 1995. Elle englobe le gouvernement Dehaene I.

## Composition
La 48e législature comporte 212 sièges de député. Ce fut la dernière législature à compter 212 membres : la réforme constitutionnelle de 1993 réduit par la suite leur nombre à 150 députés.
Voici la liste des 232 membres de la Chambre ayant siégé durant la 48e législature (par parti et ordre alphabétique) :

## Partis francophones (87)

### Parti socialiste(35)
1. Bernard Anselme (PS)
2. Yvon Biefnot (PS)
3. Colette Burgeon (PS)
4. Willy Burgeon (PS)
5. Philippe Busquin (PS)
6. José Canon (PS)
7. Guy Charlier (PS)
8. Guy Coëme (PS)
9. Jacques Collart (PS)
10. Magda De Galan (PS)
11. Jean-Maurice Dehousse (PS)
12. Jean-Marc Delizée (10.06.93) remplace  Roger Delizée (PS)
13. François Dufour (PS)
14. Claude Eerdekens (PS)
15. André Flahaut (20.07.94) remplace Valmy Féaux (PS)
16. Gil Gilles (PS)
17. Marc Harmegnies (PS)
18. Yvon Harmegnies (PS)
19. Jean-Pol Henry (PS)
20. Charles Janssens (PS)
21. Jean-Marie Léonard (PS)
22. Anne-Marie Lizin (PS)
23. Yvan Mayeur (PS)
24. Charles Minet (PS)
25. Philippe Moureaux (PS)
26. Jean Namotte (PS)
27. Laurette Onkelinx (PS)
28. Jean-Pierre Perdieu (PS)
29. Francis Poty (PS)
30. Jacques Santkin (PS)
31. Eric Tomas (PS)
32. Robert Urbain (PS)
33. Alain Van der Biest (PS)
34. Léon Walry (PS)
35. Yvan Ylieff (PS)

### PRL(20)
1. Daniel Bacquelaine (20.7.94)  remplace Jean Gol (PRL)
2. André Bertouille (PRL)
3. Etienne Bertrand (PRL)
4. André Damseaux (PRL)
5. Jean-Pierre de Clippele (PRL)
6. Armand De Decker (PRL)
7. Willem Draps (16.02.92) remplace Roger Nols (PRL)
8. Daniel Ducarme (PRL)
9. Antoine Duquesne (PRL)
10. Pierre Hazette (PRL)
11. Etienne Knoops (PRL)
12. Serge Kubla (PRL)
13. Louis Michel (PRL)
14. Guy Pierard (PRL)
15. Jacques Pivin (PRL)
16. Didier Reynders (22.12.92) remplace Janine Delruelle (PRL)
17. Guy Saulmont (PRL)
18. Jean-Marie Severin (PRL)
19. Jacques Simonet (16.06.92) remplace Henri Simonet  (PRL)
20. Marie-Laure Stengers (PRL)

### Parti social-chrétien(18)
1. Pierre Beaufays (PSC)
2. Philippe Charlier (PSC)
3. Anne-Marie Corbisier-Hagon (PSC)
4. Nathalie de T' Serclaes (PSC)
5. Jean-Pierre Detremmerie (PSC)
6. Albert Gehlen (PSC)
7. Jean-Pierre Grafé (PSC)
8. Denis Grimberghs (PSC)
9. Ghislain Hiance (PSC)
10. Guy Hollogne (PSC)
11. Raymond Langendries (PSC)
12. Michel Lebrun (PSC)
13. Albert Liénard (PSC)
14. Charles-Ferdinand Nothomb (PSC)
15. Jean-Pol Poncelet (PSC)
16. Georges Sénéca (PSC)
17. René Thissen (PSC)
18. Melchior Wathelet (PSC)

### Ecolo(10)
1. José Brisart (ECOLO)
2. Marcel Cheron (ECOLO)
3. Philippe Dallons (ECOLO)
4. Vincent Decroly (11.01.95) remplace Xavier Winkel (ECOLO)
5. Philippe Defeyt (ECOLO)
6. René Dejonckheere (ECOLO)
7. Thierry Detienne (ECOLO)
8. François Saussus (18.01.1995) remplace Henri Simons (ECOLO)
9. Jean Thiel (11.05.94) remplace Jacky Morael (ECOLO)
10. Jean-Pierre Viseur (ECOLO)

### FDF-PPW (3)
1. Georges Clerfayt (FDF)
2. Olivier Maingain (FDF)
3. Martine Payfa (20.07.1994) remplace Antoinette Spaak (FDF)

### Front national(1)
1. Georges Matagne (FN)

## Partis flamands (125)

### Christelijke Volkspartij(39)
1. Jos Ansoms
2. André Bourgeois
3. Paul Breyne
4. Hubert Brouns
5. Frans Cauwenberghs
6. Stefaan De Clerck
7. Paul De Keersmaeker
8. Jean-Luc Dehaene
9. Wivina Demeester
10. Edward Demuyt
11. Peter Desmet
12. Jozef Dupré
13. Mark Eyskens
14. Ferdinand Ghesquière
15. Luc Goutry (9.3.92) remplace Daniël Coens(+)
16. Annie Leysen
17. Hugo Marsoul
18. Trees Merckx-Van Goey
19. Chris Moors
20. Lisette Nelis-Van Liedekerke
21. Marc Olivier
22. Karel Pinxten
23. Freddy Sarens
24. Eddy Schuermans
25. Miet Smet
26. Paul Tant
27. John Taylor
28. Mark Van Der Poorten
29. Jozef Van Eetvelt
30. Johan Van Hecke
31. Jef Van Looy
32. Tony Van Parys
33. Marc Van Peel
34. Eric Van Rompuy
35. Bart Vandendriessche
36. Jo Vandeurzen (7.01.93) remplace Luc Dhoore
37. Gilbert Vanleenhove
38. Daniël Vanpoucke (26.05.94) remplace Erik Vankeirsbilck
39. Hugo Weckx

### Socialistische Partij(28)
1. Eddy Baldewijns (SP)
2. Gilbert Bossuyt (SP)
3. Maurice Bourgois (SP)
4. Pierre Chevalier (SP)
5. Marcel Colla (SP)
6. Norbert De Batselier (SP)
7. José De Bremaeker  (SP)
8. Magda De Meyer (20.07.94) remplace Freddy Willockx(SP)
9. Johan De Mol (SP)
10. Erik Derycke (SP)
11. Fred Dielens (SP)
12. Lode Hancké (SP)
13. Patrick Hostekint (SP)
14. Renaat Landuyt (SP)
15. Carlos Lisabeth (SP)
16. Marcel Logist (SP)
17. Charles Moyaerts (27.10.94) remplace Willy Claes (SP)
18. Leo Peeters (SP)
19. Jan Peeters (SP)
20. André Schellens (SP)
21. Jozef Sleeckx (SP)
22. Guido Swennen (SP)
23. Luc Vanden Bossche (SP)
24. Dirk Van der Maelen (16.12.91) remplace Herman De Loor (SP)
25. Jean Van der Sande (SP)
26. Johan Vande Lanotte (SP)
27. Frank Vandenbroucke (SP)
28. Louis Vanvelthoven (SP)

### Partij voor Vrijheid en Voouitgang(26)
1. Peter Berben (PVV)
2. Ward Beysen (nl)(nl) (PVV)
3. Louis Bril (PVV)
4. Marc Cordeel (PVV)
5. Willy Cortois (PVV)
6. Rik Daems (PVV)
7. Etienne De Groot (PVV)
8. Anny De Maght-Aelbrecht (nl)(nl) (PVV)
9. Juliaan Demeulenaere (PVV)
10. André Denys (PVV)
11. Roland Deswaene (PVV)
12. Jacques Devolder (PVV)
13. Patrick Dewael (PVV)
14. André Kempinaire (PVV)
15. Leon Pierco (PVV)
16. Stefaan Platteau (nl)(nl) (PVV)
17. Didier Ramoudt (29.06.92) remplace Willy De Clercq (+)(PVV)
18. Marcel Seghers (20.07.94) remplace Annemie Neyts-Uyttebroeck (PVV)
19. Willy Taelman (PVV)
20. Maurice Vanhoutte (PVV)
21. Dirk Van Mechelen (PVV)
22. Valère Vautmans (PVV)
23. Fons Vergote (PVV)
24. Guy Verhofstadt (PVV)
25. Geert Versnick (21.04.94) remplace Emile Flamant (+)(PVV)
26. Marc Verwilghen (PVV)

### Vlaams Blok(12)
1. Gerolf Annemans (VB)
2. Xavier Buisseret (VB)
3. Jean Caubergs (VB)
4. Filip De Man (VB)
5. Filip Dewinter (VB)
6. Marijke Dillen (VB)
7. John Spinnewyn (VB)
8. Francis Van den Eynde (VB)
9. Joris Van Hauthem (VB)
10. Luk Van Nieuwenhuysen (VB)
11. Karim Van Overmeire (VB)
12. Frans Wymeersch (VB)

### Volksunie(10)
1. Vic Anciaux (VU)
2. Herman Candries (VU)
3. Jan Caudron (VU)
4. Hugo Coveliers (VU)
5. Jaak Gabriels (VU)
6. Herman Lauwers (VU)
7. Hugo Olaerts (VU)
8. Johan Sauwens (VU)
9. Paul Van Grembergen (VU)
10. Etienne Van Vaerenbergh (VU)

### Agalev(7)
1. Luc Barbé (AGALEV)
2. Wilfried De Vlieghere (AGALEV)
3. Vera Dua (AGALEV)
4. Jos Geysels (AGALEV)
5. Peter Luyten (11.01.95) remplace Mieke Vogels (AGALEV)
6. Lodewijk Steenwegen (20.07.94) remplace Magda Aelvoet(AGALEV)
7. Hugo Van Dienderen (AGALEV)

### ROSSEM(3)
1. Jan Decorte (ROSSEM)
2. Louis Standaert (ROSSEM)
3. Jean-Pierre Van Rossem (ROSSEM)

## Source
- Site de la Chambre